# روح (ترانه بیانسه)
«روح» (انگلیسی: Spirit) ترانه‌ای از خواننده آمریکایی بیانسه برای آلبوم موسیقی متن فیلم شیرشاه و آلبوم همراه شیرشاه: د گیفت است. این ترانه در ۱۰ ژوئیه ۲۰۱۹ از طریق والت دیزنی رکوردز منتشر شد. این ترانه در جایگاه ۹۸ در جدول ۱۰۰تای داغ بیلبورد ایالات متحده قرار گرفت.